# Gækkeren
Gækkeren (Edward Nigma, også kendt som Edward Nygma eller Edward Nashton) er en fiktiv superskurk, der optræder i tegneserier udgivet af DC Comics, hovedsageligt i forbindelse med superhelten Batman. Karakteren blev skabt af Bill Finger og Dick Sprang, og han optrådte første gang i Detective Comics #140 (oktober 1948). Karakteren bliver ofte afbildet som en kriminel mesterhjerne i Gotham City, der har for vane at inkorporere gåder i sine planer, hvor han efterlader spor til myndighederne, som de skal løse. Gækkerens ærkefjende er Batman, og han er en del af den gruppe skurke i Batman-universet som kaldes rogues gallery.
Han er normalt klædt i grønt tøj, enten et jakkesæt eller en trikot med spørgsmålstegn på. Desuden bærer han en maske og nogle gange en bowlerhat. Hans mærke er et sort, grønt eller lilla spørgsmålstegn.
I 2009 blev Gækkeren rangeret som nummer 59 på IGN's liste Greatest Comic Book Villain of All Time. Udover i tegneserier er karakteren blevet brugt i bl.a. spillefilm, tv-serier og computerspil. John Glover har lagt stemme til rollen i DC animated universe, Robert Englund i The Batman og Wally Wingert i computerspilserien Batman: Arkham. Han er blevet portrætteret af Frank Gorshin og John Astin i tv-serien Batman i 1960'erne, af Jim Carrey i filmen Batman Forever fra 1995, af Cory Michael Smith i tv-serien Gotham og han bliver spillet af Paul Dano i DC Extended Universe-filmen The Batman som udkommer i 2021.